# Ambroise Vollard

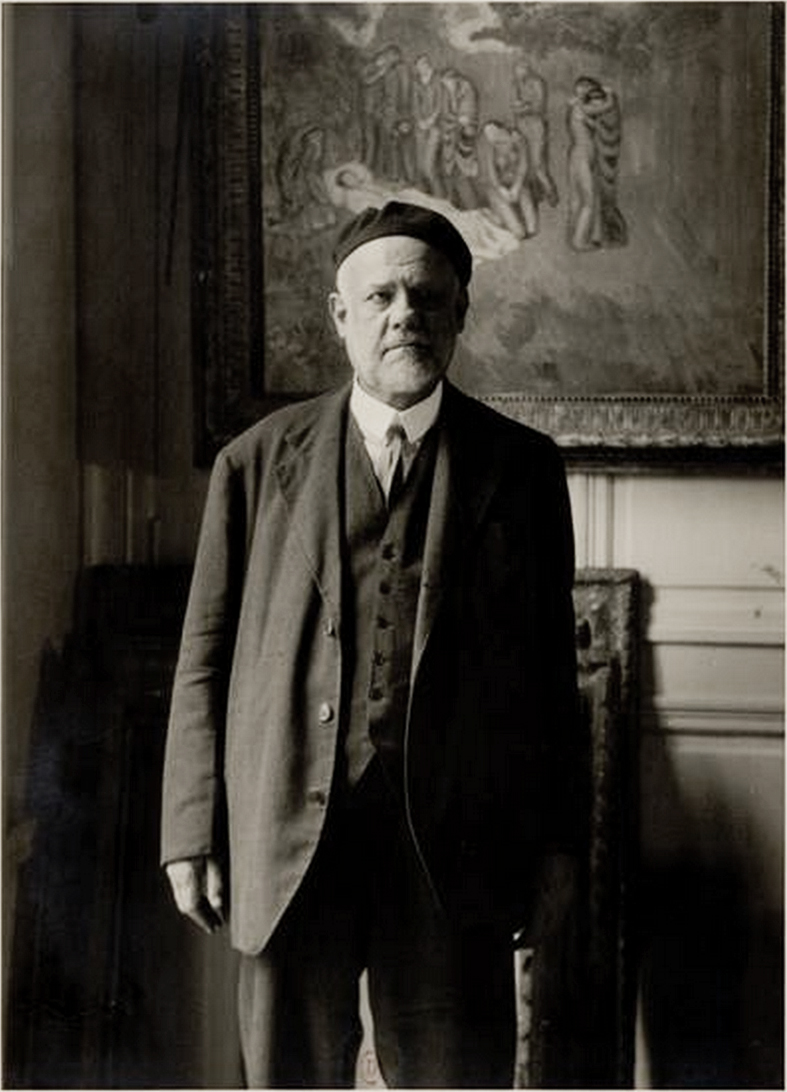
Ambroise Vollard vor einem Gemälde Picassos, vor 1910

Ambroise Vollard (* 3. Juli 1866 in Saint-Denis auf der Insel Réunion; † 22. Juli 1939 in Versailles) war ein französischer Kunsthändler, Galerist und Verleger. Er zählt zu den wichtigsten Persönlichkeiten der Kunst des zwanzigsten Jahrhunderts.

## Leben
Vollard eröffnete im November 1895 Paul Cézannes erste Einzelausstellung. Er zeigte in seiner Galerie eine Auswahl von 50 aus etwa 150 Werken, die ihm Cézanne als Paket zugeschickt hatte. 1901 fand bei ihm die erste Ausstellung von Werken Pablo Picassos statt, 1904 die erste Matisse-Ausstellung. Er bot Werke von zu dieser Zeit noch sehr umstrittenen Künstlern wie Vincent van Gogh, Paul Cézanne und Maurice de Vlaminck an. Seine Ausstellungsräume waren Anlaufpunkte für zahlreiche Künstler. Bei ihm verkehrten beispielsweise Pierre-Auguste Renoir und Émile Zola. Paula Modersohn-Becker sah gemeinsam mit Clara Westhoff in seiner Kunsthandlung das erste Mal Werke von Cézanne und Paul Gauguin, die ihre Kunstentwicklung maßgeblich beeinflussten.

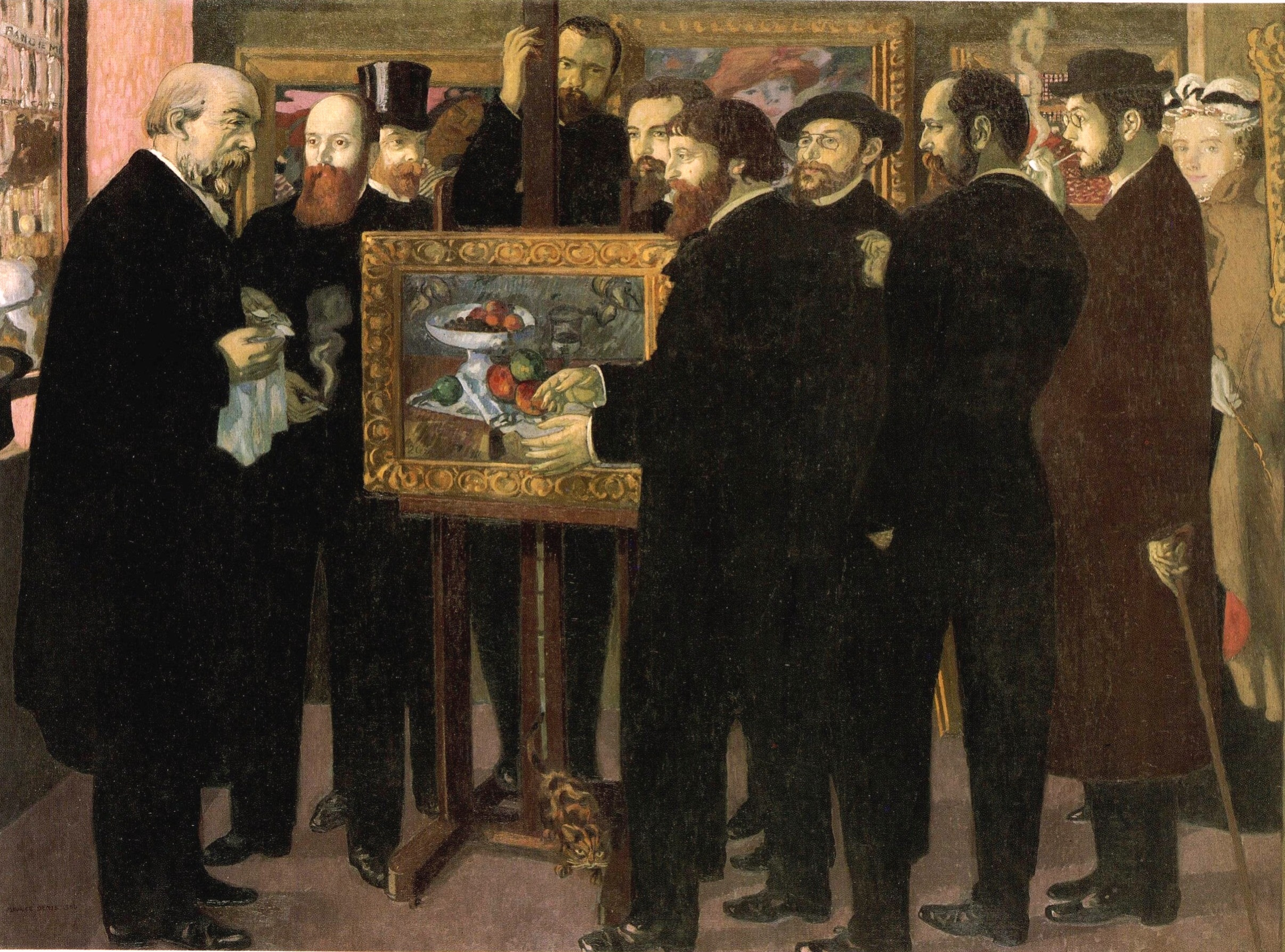
Maurice Denis: Hommage à Cézanne, 1900. Die Szene zeigt Vollards Galerie.

Zu seinen Kunden gehörte der russische Kunstsammler Sergei Iwanowitsch Schtschukin.
Ambroise Vollard war außerdem als Autor und Verleger tätig. Aufgrund seiner vielfältigen Beziehungen zur Avantgarde der französischen Kunst gelang es ihm, die besten Maler seiner Zeit als Buchillustratoren zu gewinnen. Die bei ihm verlegten Werke gehören zu den bedeutendsten Leistungen auf dem Gebiet der bibliophilen Buchgestaltung.
Ambroise Vollard starb im Jahr 1939 im Alter von 74 Jahren in der Clinique des Franciscains in Versailles an den Folgen eines Autounfalls, der sich am Vortag ereignet hatte. Die Begräbnisfeier fand am 28. Juli des Jahres in der Pariser Kirche Sainte Clothilde statt. Der Kunsthändler ruht auf dem Friedhof in Bagneux bei Paris.
Im Jahr 2010 fand in London und Paris eine Versteigerung desjenigen Teils seiner Sammlung statt, der seit 1939 in einem Tresor einer Pariser Bank aufbewahrt worden war. Dieser Teil des Vermächtnisses konnte von den Erben Vollards erst durch jahrelange Rechtsstreitigkeiten gegen den jungen Freund Vollards, Erich Slomovic, und dessen Erben als ihr Erbe gesichert werden.

## Darstellungen (Auswahl)

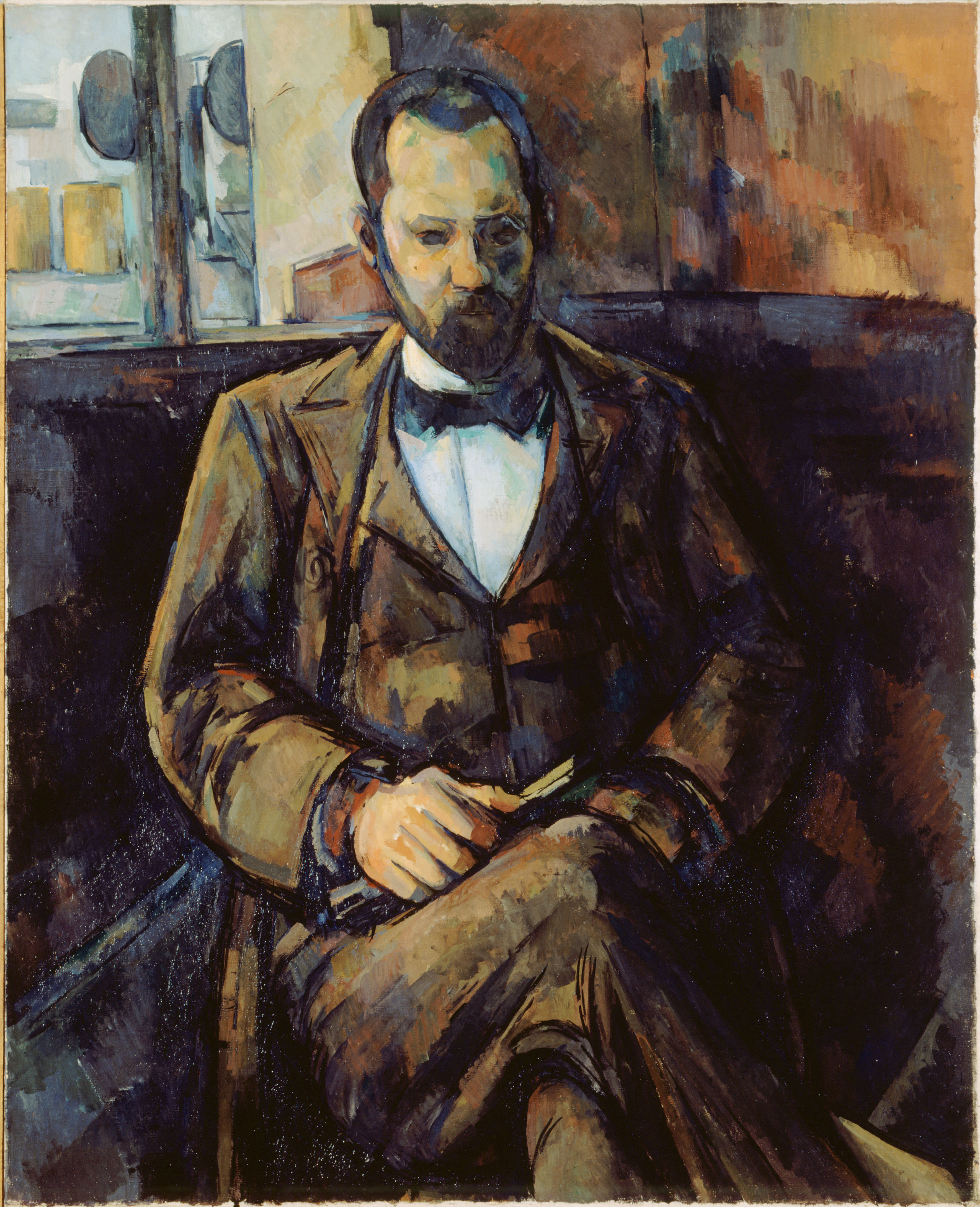
Paul Cézanne: Porträt des Ambroise Vollard, 1899

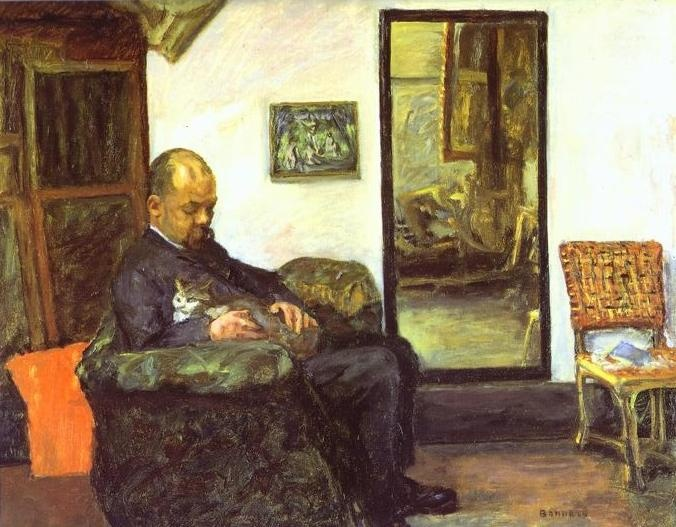
Pierre Bonnard: Porträt des Ambroise Vollard, 1904

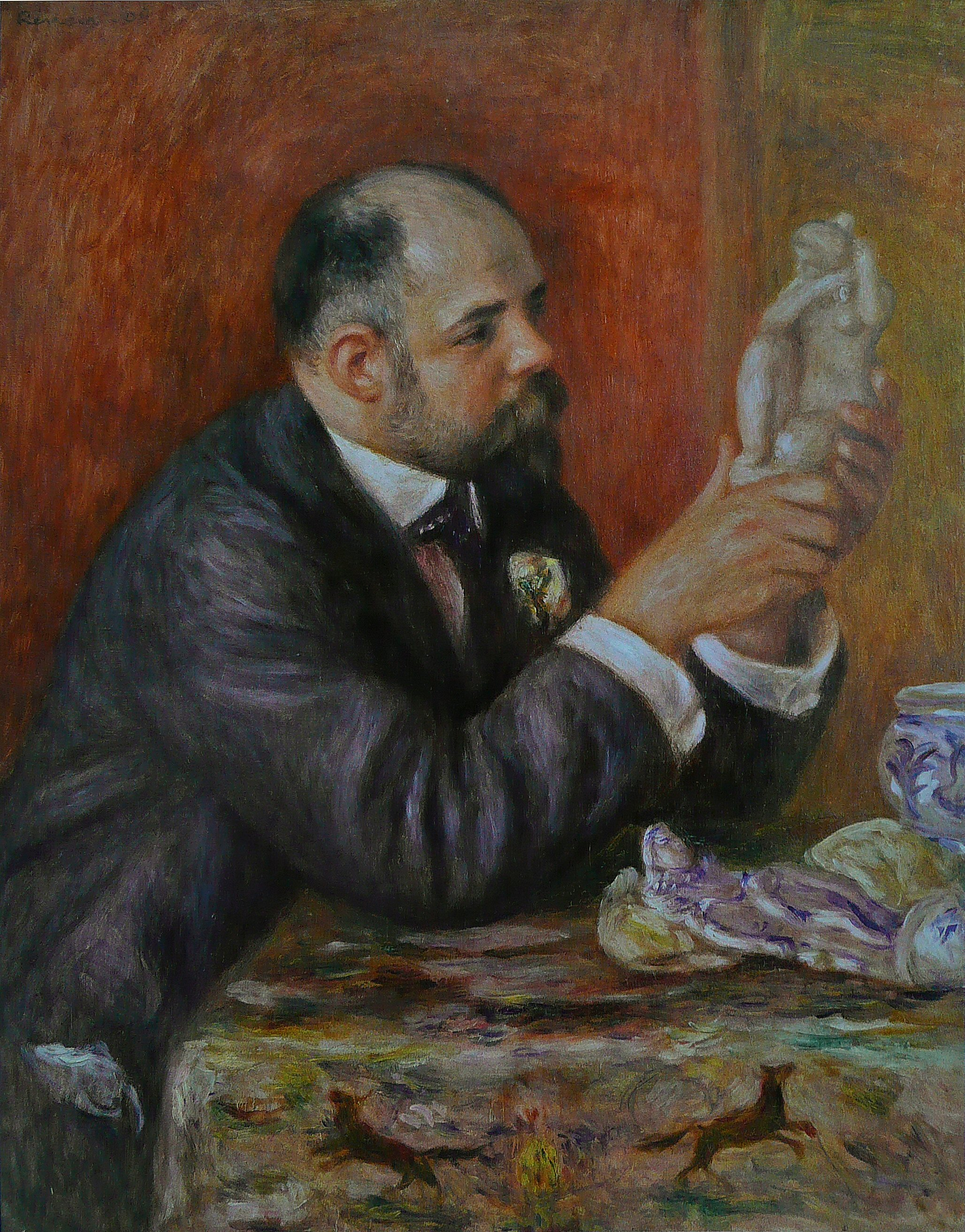
Pierre-Auguste Renoir: Porträt des Ambroise Vollard, 1908

Nennenswert ist die große Anzahl der den Kunsthändler darstellenden Porträts, deren Vergleich Rückschlüsse darauf zulässt, in welchem Verhältnis der jeweilige Künstler zu dem Händler stand und in welchem Licht er ihn sah oder erscheinen lassen wollte. Darunter ist das Werk von Cézanne aus dem Jahr 1899 nachweislich eine Auftragsarbeit. Unter welchen Umständen die anderen Porträts entstanden, ist bisher nicht geklärt.
- 1899: Porträt des Ambroise Vollard von Paul Cézanne, Öl auf Leinwand, 101 × 81 cm, Paris, Petit Palais, Musée des Beaux-Arts de la Ville de Paris
- 1900: Hommage à Cézanne von Maurice Denis, Öl auf Leinwand, 180 × 242 cm, Paris, Musée d’Orsay; das Gruppenporträt zeigt gemeinsam mit dem erschaffenden Künstler, seiner Frau Marthe und Ambroise Vollard die folgenden, um ein Gemälde von Cézanne versammelten Personen: Odilon Redon, Édouard Vuillard, André Mellerio, Paul Sérusier, Paul Ranson, Ker-Xavier Roussel und Pierre Bonnard
- 1904: Porträt des Ambroise Vollard (mit seiner Katze) von Pierre Bonnard, Öl auf Leinwand, 74 × 92 cm, Kunsthaus Zürich
- 1906: Porträt des Ambroise Vollard mit rotem Kopftuch, von Pierre-Auguste Renoir, Öl auf Leinwand, 30 × 25 cm, Paris, Petit Palais, Musée des Beaux-Arts de la Ville de Paris
- 1910: Porträt des Ambroise Vollard von Pablo Picasso, Öl auf Leinwand, 93 × 66 cm, Moskau, Puschkin-Museum
- 1917: Porträt des Ambroise Vollard im Torerokostüm von Pierre-Auguste Renoir, Öl auf Leinwand, 102 × 84 cm, Tokyo, Nippon Television Network Corporation
- etwa 1924: Ambroise Vollard und seine Katze, von Pierre Bonnard, Öl auf Leinwand, 96,5 × 111 cm, Paris, Petit Palais, Musée des Beaux-Arts de la Ville de Paris
- 1994: La vie de Vollard von Erró, Musée Léon Dierx in Saint Denis de la Réunion

## Auszeichnungen
- 1925: Ritter der Ehrenlegion

## Werke
- Paul Cézanne. Galerie Vollard, 6, Rue Laffitte, Paris 1914
- Tableaux, Pastels et Dessins de Pierre-Auguste Renoir. Chez Ambroise Vollard, 28, Rue de Gramont, Paris 1918
- La Vie et L'Œuvre de Pierre-Auguste Renoir. Chez Ambroise Vollard, 28, Rue de Gramont, Paris 1919
- Le Pére Ubu a la Guerre. Ambroise Vollard, Éditeur, 28, Rue de Martignac, Paris 1923
- Degas / Ambroise Vollard. B. Cassirer, Berlin 1925
- La Vie de Sainte Monique. Ambroise Vollard, Éditeur, 28, Rue de Martignac, Paris 1930
- Le Réincarnation de Pére Ubu. Ambroise Vollard, Éditeur, 28, Rue de Martignac, Paris 1932
- Souvenirs d'un marchand de tableaux. Albin Michel, Paris 1937; dt.: Erinnerungen eines Kunsthändlers, Ullstein, Frankfurt a. M. 1957 und Diogenes Verlag, Zürich 1957; erw. Neuausgabe: Diogenes Verlag, Zürich (5. Aufl.) 1989, ISBN 978-3-257-21749-0